# RV Oceanus
Le RV Oceanus est un navire océanographique de classe régionale appartenant à la Fondation nationale pour la science (NSF). Le navire a été livré à l'Institut océanographique de Woods Hole (WHOI) en novembre 1975 pour faire partie de la flotte du University-National Oceanographic Laboratory System (UNOLS).
Il a effectué sa première croisière opérationnelle en avril 1976 et était exploité par la WHOI  durant trente-six ans dans l’Atlantique avec quelques opérations en Méditerranée et dans les Caraïbes. Le navire devait prendre sa retraite en novembre 2011 mais a été transféré à l'Université d'État de l'Oregon, au Collège des sciences de la Terre, de l'Océan et de l'atmosphère, en vue de son exploitation, en remplacement de son navire jumeau, le RV Wecoma.

## Historique
Oceanus a été construit par Peterson Builders de Sturgeon Bay, dans le Wisconsin, sur un projet de John W. Gilbert Associates de Boston Il a été achevé en 1975 avec une rénovation prévue à mi-vie en 1994. Le navire transporte un équipage de 12 personnes pouvant accueillir jusqu'à 19 personnes travaillant sur le projet et disposant de 110 m² d'espace de laboratoire.
Il a été largement utilisé dans l'étude les systèmes du Gulf Stream dans de circulation océanique.
Le 25 janvier 2012, le navire a commencé à transiter vers Newport (Oregon) et par le Hatfield Marine Science Center (en) pour être exploité par l'Université d'État de l'Oregon. Le RV Oceanus est arrivé à Newport le 21 février 2012 avant le départ à la retraite du RV Wecoma en mars. La NSF, à la demande de l'État de l'Oregon, exploitera de manière rentable ce navire de taille moyenne pendant une période pouvant aller jusqu'à dix ans avant qu'un nouveau navire ne soit disponible.

## Galerie

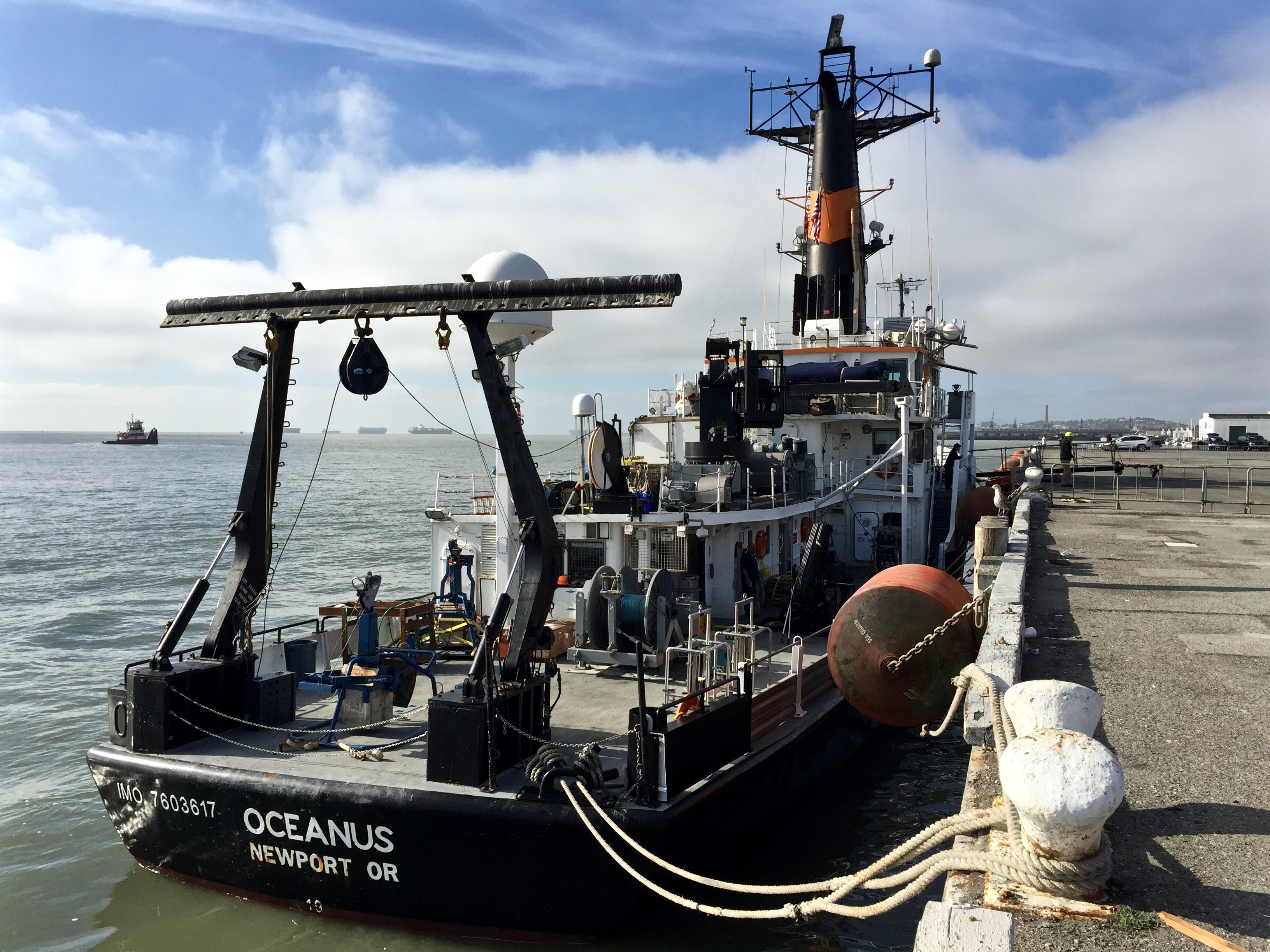
RV Oceanus (San-Francisco)
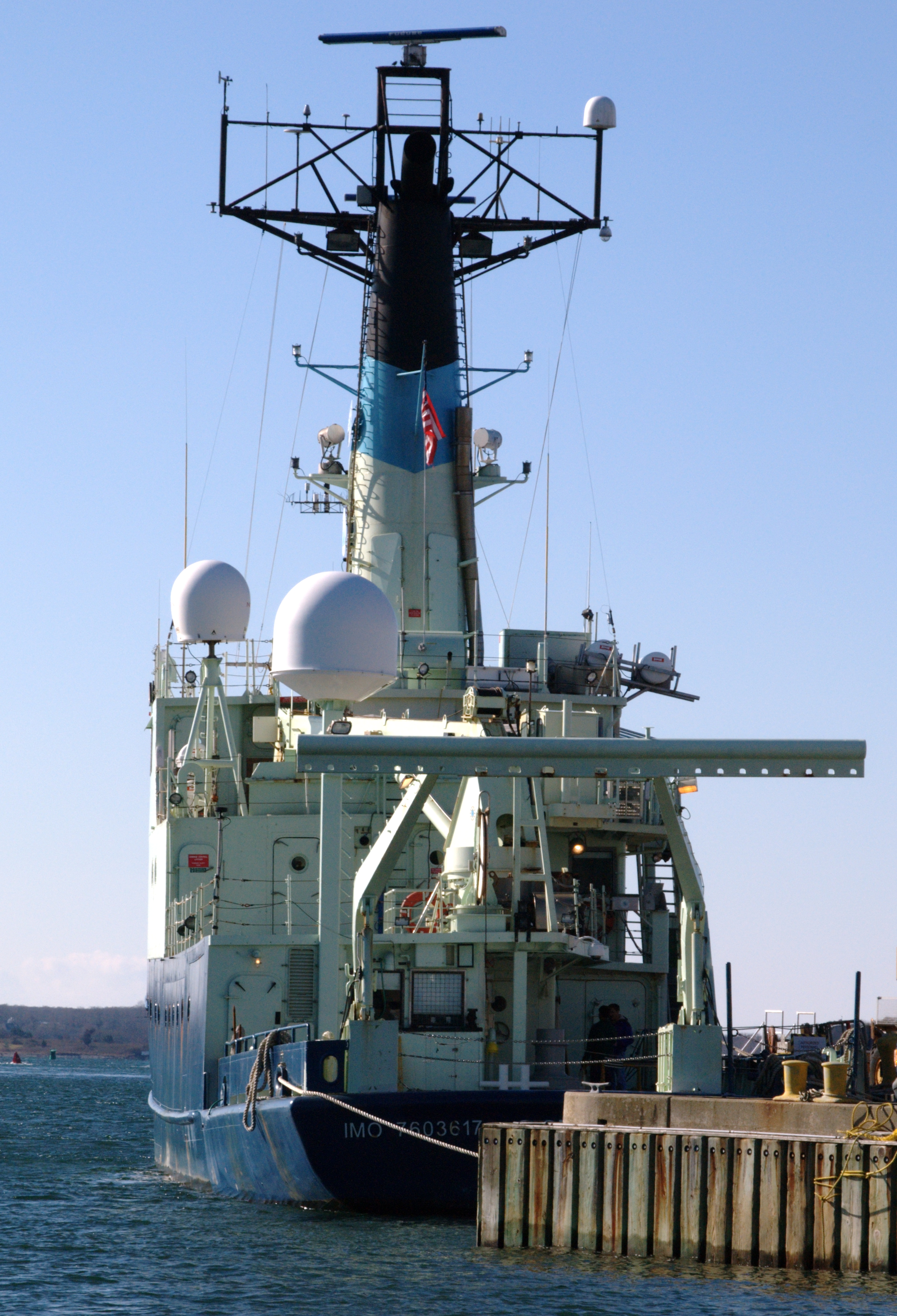
RV Oceanus